# Artjom Savitski
Artjom Savitski (* 27. leden 1992 Tallinn, Estonsko) je estonský zpěvák. Ve čtvrté sezóně Eesti otsib superstaari se umístil na druhém místě.

## Eesti otsib superstaari
| Datum               | Název                                           | Původní autor                                                | Výsledek                    |
| ------------------- | ----------------------------------------------- | ------------------------------------------------------------ | --------------------------- |
| 03.04 (2. konkurz)  | "The Kill"                                      | 30 Seconds to Mars                                           | Kvalifikace do dalšího kola |
| 10.04 (3. konkurz)  | "Nii vaikseks kõik on jäänud"                   | Ruja                                                         | Kvalifikace do dalšího kola |
| 17.04 (1. finále)   | "Koit"                                          | Tõnis Mägi                                                   | Kvalifikace do dalšího kola |
| 24.04 (2. finále)   | "Kuu on päike"                                  | Tanel Padar & The Sun                                        | Kvalifikace do dalšího kola |
| 01.05 (3. finále)   | "Take on Me"                                    | a-ha                                                         | Kvalifikace do dalšího kola |
| 08.05 (4. finále)   | "Sailing"                                       | Rod Stewart                                                  | Kvalifikace do dalšího kola |
| 15.05 (5. finále)   | "Sunny"                                         | Bobby Hebb                                                   | Kvalifikace do dalšího kola |
| 22.05 (6. finále)   | "Under the Bridge", "Üksinduse aeg"             | Red Hot Chili Peppers, Maarja-Liis Ilus                      | Kvalifikace do dalšího kola |
| 29.05 (7. finále)   | "Keelatud viljade turg", "María"                | Smilers, Ricky Martin                                        | Kvalifikace do dalšího kola |
| 05.06 (8. finále)   | "Siis kui maailm magab veel", "Shot"            | Kristjan Kasearu, Hele Kõrve, The Rasmus                     | Kvalifikace do dalšího kola |
| 12.06 (superfinále) | "Sailing", "Sind surmani", "Closer to the Edge" | The Sutherland Bros. Band, Alo Mattiisen, 30 Seconds to Mars | Druhé místo                 |

## Diskografie

### Alba
- Valin ise oma tee (2015)

### Singly
- „Kõnnime seda teed“ (& Liis Lemsalu; 2011)
- „Oota veidi veel“ (2011)
- „Ainus soov“ (2011)
- „Harmoonia“ (2012)
- „Sinu juurde tagasi“ (2012)
- „Telefon on väljas“ (2012)
- „7 roosi“ (2013)
- „Armupalavik“ (& Põhja-Tallinn; 2012)
- „Noored oleme“ (2013)
- „Lõputu“ (2013)
- „Koputa“ (& Luisa Värk; 2014)
- „Seistes pilvedel“ (2014)
- „Valin ise oma tee“ (& Kenito; 2014)
- „Vihma kätte jäänud“ (2015)
- „Sulame“ (2015)
- „Kõik algab uuesti“ (& Risto Vürst a Maia Vahtramäe; 2015)
- „Hüvasti“ (& Djently; 2015)
- „Surnud ring“ (2015)
- „Vajuta gaasi veel“ (2016)
- „Xklusiivne“ (2016)
- „Unustatud mees“ (2016)
- „Suvi jälle käes“ (& Kenneth Rüütli; 2017)
- „Kosmos“ (& Kenneth Rüütli; 2018)
- „Tела“ (& Zeva; 2018)
- „Kirsipilved“ (& Zelfy; 2019)
- „True Love“ (& Zeva; 2019)
- „Сова“ (& Zeva; 2019)
- „Позади крутой поворот“ (& Zeva a Anne Veski; 2020)